# Xandru Fernández
Xandru Fernández   (Turón, 22 de gener de 1970) és un escriptor asturià en asturià. Doctor en Filosofía per la Universitat d'Oviedo, actualment treballa de professor de filosofia a l'institut públic de Luanco.
La seva obra és una de les més prolífiques de la segona generació del Surdimientu. Es compon de set novel·les, quatre llibres de poesia i dos de relats; endemés de traduccions de Franz Kafka, Thomas Mann i Friedrich Nietzsche. També és coneguda la seva faceta musical, com a lletrista i col·laborador del grup de rock Dixebra. Ha traduït obres dels autors gallecs Suso del Toro i Xosé Neira Vilas.
Entre altres, ha guanyat el Premi de narrativa Xosefa de Xovellanos el 1994 (El club de los inocentes), 1999 (El suañu de los páxaros de sable) i 2011 (El príncipe derviche) i el Xuan María Acebal de poesia de 2008. Ha estat promotor de nombroses iniciatives culturals, columnista del setmanari Les Noticies i membre del consell editorial de la revista d'assaig Tiempu de Nós.

## Obra

### Novel·la
- El silenciu en fuga (1990)
- Tráficu de cuerpos (1990)
- El club de los inocentes (1994) (Premi Xosefa de Xovellanos)
- El suañu de los páxaros de sable (1999) (Premi Xosefa de Xovellanos)
- Los homes de bronce (2001)
- Les ruines (2005)
- El nuesu mar de los sargazos (2005)
- La banda sonora del paraísu (2006)
- El príncipe derviche (2012)

### Poesia
- Primer bestiariu (1990)
- Breviariu de la diáspora (1993)
- Lletra muerto (1998)
- Servidume (2000)
- El doble blancu (2008)
- Les vides incompletes (2009)

### Relats
- Del llaberintu al trenta (1995)
- Les cuentes del alma (2000)
- Entierros de xente famoso (2008)